# David Semel
David Semel (...) è un regista e produttore cinematografico statunitense.

## Premi
- Nel 2006 ha avuto una nomination per un Emmy per Dr. House - Medical Division
- Nel 2007 ha avuto una nomination per un Emmy la direzione di Heroes

## Regia

### Televisione
- Cinque in famiglia (Party of Five) – serie TV (1994)
- Chicago Hope – serie TV (1994)
- Beverly Hills 90210 – serie TV, 6 episodi (1994-1996) (di quattro episodi si è occupato anche della produzione)
- Settimo cielo – serie TV, 3 episodi (1996-1997)
- Buffy l'ammazzavampiri – serie TV, 4 episodi (1997-1998)
- Dawson's Creek – serie TV, 9 episodi (1998-1999) (di alcuni episodi si è occupato anche della produzione)
- Giudice Amy – serie TV, 1 episodio (2000)
- The Practice - Professione avvocati – serie TV, 1 episodio (2001)
- American Dreams – serie TV, 9 episodi (2002-2005)
- Dr. House - Medical Division – serie TV, 3 episodi (2005-2006) (di sedici episodi si è occupato anche della produzione)
- Heroes – serie TV, 1 episodio, (2006) (di due episodi si è occupato anche della produzione)
- Life – serie TV, 1 episodio (2007)
- Person of Interest – serie TV, 1 episodio (2011)
- CSI - Scena del crimine – serie TV, 1 episodio (2011)
- L'uomo nell'alto castello – serie TV, 1 episodio (2015)
- Star Trek: Discovery – serie TV, 1 episodio (2017)
- The Nevers – serie TV, episodi 1x03-1x04 (2021)

### Filmografia
- Campfire Tales (1996)
- Stella solitaria (2002)